# Verbandsgemeinde Lingenfeld
Lingenfeld is een verbandsgemeinde in het Duitse district Germersheim in Rijnland-Palts.
De gemeente telt 17.034 inwoners, en omvat de volgende deelgemeentes (Ortsgemeinden):
- Freisbach
- Lingenfeld
- Lustadt
- Schwegenheim
- Weingarten
- Westheim